# Renee Harmon
Renate Elisabeth „Renee“ Harmon (* 18. Mai 1927 in Mannheim; † 26. November 2006 in Visalia, Kalifornien) war eine deutsche Schauspielerin, Filmproduzentin, Sach- und Drehbuchautorin.

## Leben und Werk
Renee Harmon wuchs in Mannheim auf und lernte nach dem Zweiten Weltkrieg ihren Ehemann, der als Colonel bei der United States Army diente, kennen. Sie zog mit ihm nach Texas und leitete am Militärstützpunkt ihres Mannes eine Laienschauspielergruppe. Nach ihrem Umzug nach Kalifornien produzierte sie eine Reihe von Low-Budget-Filmen, in denen sie auch als Schauspielerin in Erscheinung trat. Zwei Drehbücher schrieb sie selbst. Im Kinofilm Liebe im Raumschiff Venus spielte sie an der Seite von Vaughn Armstrong. 1984 trat sie in dem von ihr produzierten Film The Executioner – Ich, der Vollstrecker mit Aldo Ray und Christopher Mitchum in Erscheinung. In diesem Jahr produzierte sie auch den Film Die Brut der Gewalt (Hell Riders, 1984) und war Filmpartnerin von Adam West und Tina Louise.  
Daneben betrieb Renee Harmon eine Schauspielschule und eine Schule für zukünftige Drehbuchautoren. Über ihre Arbeit und ihre Erfahrungen als Lehrerin schrieb sie mehrere Sachbücher. Ihr Mann starb im Jahr 2005, sie selbst im Jahr 2006. Beide sind auf dem San Joaquin Valley National Cemetery in Santa Nella Village, Kalifornien, beerdigt.

## Filmografie
- 1975: Frozen Scream (Produktion, Drehbuch)
- 1977: Boogievision
- 1977: Liebe im Raumschiff Venus (Cinderella 2000, Darstellung)
- 1979: Van Nuys Blvd.
- 1984: The Executioner – Ich, der Vollstrecker (Produktion)
- 1984: Die Brut der Gewalt (Hell Riders, Produktion, Drehbuch, Darstellung)
- 1985: Women in Anger (Produktion)
- 1986: Night of Terror (Produktion)

## Werke
- The Complete Book of Power, 1986, ISBN 9780131576032
- Film Producing: Low Budget Films That Sell, 1989, ISBN 9780573606991
- How to Audition for Movies and TV, 1992, ISBN 9780802773746
- The Beginning Filmmaker's Guide to Directing, 1992, ISBN 9780802712196
- The Beginning Filmmaker's Business Guide, Financial, Legal, Marketing, and Distribution Basics of Making Movies , 1994, ISBN 9780802774095
- Teaching the Young Actor: How to Train Children of All Ages for Success in Movies, TV, and Commercials, 1994, ISBN 9780802774231
- Film Directing: Killer Style and Cutting Edge Techniques, 1997, ISBN 9780943728896
- mit Jim Lawrence: The Beginning Filmmaker's Guide to a Successful First Film, New York 1997, ISBN 9780802775214
- Create the Suspense Film That Sells: For You-The Producer-The Director-The Writer, 2000, ISBN 9780967325309
- Hollywood Mysteries: The Hunting Party/Let the Dice Roll, 2000, ISBN 9780967325316
- Evil Covenant, 2001, ISBN 9780738860206
- Beverly Hills Murder Gam, 2001, ISBN 9781401012007